# Medaille voor vaardigheidsproeven van het Nederlands Olympisch Comité
De Medaille voor vaardigheidsproeven van het Nederlands Olympisch Comité, ook wel "Vaardigheidsmedaille" genoemd werd van 1914 tot 1958 uitgereikt. Het is een vaardigheids- dus sportmedaille en de opzet was om de conditie van de militairen op peil te houden. Militair personeel is altijd een belangrijke bron van atleten voor de Olympische Spelen geweest. De medaille was een particulier initiatief van het Nederlands Olympisch Comité maar de onderscheiding mocht door militairen en ook door politieagenten op hun uniform worden gedragen.
De medaille werd uitgereikt in brons, zilver en goud. De zogeheten gouden medailles waren van verguld zilver.
De medaille werd ingesteld in 1914 als "beloning voor het behalen van de vaardigheidsproeven van
het Nederlands Olympisch Comité". Deze proeven bestonden uit meerdere wedstrijden op het
gebied van lichamelijke vaardigheid zoals duurloop, vechtsport, atletiek en zwemmen.
Voor elk van deze proeven moest een minimaal aantal punten worden behaald om in aanmerking te komen voor de medaille.
- Bij de eerste succesvolle deelname ontving men een bronzen medaille.
- Bij de tweede succesvolle deelname ontving men een bronzen cijfer "2" op het lint van de medaille.
- Bij de derde succesvolle deelname ontving men een zilveren medaille.
- Bij de vierde succesvolle deelname ontving men een zilveren cijfer vier op het lint van de medaille.
- Bij de vijfde succesvolle deelname ontving men een gouden medaille ;
- Bij de zesde succesvolle deelname ontving men een gouden cijfer "6" op het lint van de medaille.
- Bij de zevende succesvolle deelname ontving men een gouden cijfer "7" op het lint van de medaille.
- Bij de achtste succesvolle deelname ontving men een gouden cijfer "8" op het lint van de medaille.

in 1956 behaalde de Haagse politie-ambtenaar L. Douwes voor de vijfentwintigste maal de Medaille voor vaardigheidsproeven van het Nederlands Olympisch Comité zodat hij de cijfers "25" in goud op het lint van de Medaille voor vaardigheidsproeven van het Nederlands Olympisch Comité in Goud mocht dragen. Om hem voor deze prestatie te eren kreeg de heer Douwes ook de exclusieve Erepenning van het Nederlandsch Olympisch Comité.
De bronzen, zilveren en verguld zilveren cijfers op de linten zijn Arabische cijfers.
Een aantal sporters legde een zwaardere test af dan was vereist. In deze gevallen reikte het NOC de atleet een kleine gouden, zilveren of bronzen beugelkroon uit die op het lint werd gedragen. De kroon werd uitgereikt in hetzelfde metaal als de gewonnen medaille. In voorkomende gevallen droeg men de kroon boven het cijfer.
Tijdens de bezetting stelde de regering in Londen een eigen vaardigheidsmedaille in, de Vaardigheidsmedaille van de Koninklijke Nederlandsche Brigade "Prinses Irene".
In 1959 werd de Vaardigheidsmedaille van de Nederlandse Sport Federatie ingesteld voor dezelfde vaardigheden. De Medaille voor vaardigheidsproeven van het Nederlands Olympisch Comité kwam te vervallen.

## De medaille
De voorzijde van de medaille vertoont een naar rechts gerichte kop van een Griekse atleet met een lauwertak langs zijn slapen. Daaromheen staat het randschrift "VOOR
ALZIJDIGE VAARDIGHEID".
De keerzijde van de medaille is ontworpen door W. Enderman van het atelier van Koninklijke
Begeer in Zeist en toont drie van de vijf Olympische cirkels, symbool van de Olympische spelen van de nieuwe tijd, waarin de letters "N",
"O" en "C" (Nederlands Olympisch Comité) zijn opgenomen. Tussen de drie cirkels zijn gestileerde lauwerbladen geplaatst.
Oorspronkelijk was de medaille groter dan de meeste Nederlandse onderscheidingen en had zij een middellijn van 41 millimeter, maar in 1926 werd de diameter teruggebracht tot 33 millimeter waardoor de medaille iets kleiner werd dan de gangbare 37 millimeter.
Het lint is 37 millimeter breed en geheel Nassausch blauw.

Men mocht de medaille ook als miniatuur op avondkleding of rokkostuum dragen. Zo zijn er miniaturen van de medaille zijn bekend met een middellijn van 16 millimeter.
In 1959 werden de vaardigheidsproeven voor het eerst door de Nederlandse Sport Federatie georganiseerd. De Medaille voor vaardigheidsproeven van het Nederlands Olympisch Comité kwam daarmee te vervallen. De Medaille van de Nederlandse Sport Federatie nam de plaats in van de oudere medaille.
In de vijfenveertig jaar dat de vaardigheidsmedaille door het NOC is uitgereikt varieerde het aantal deelnemers van één in 1914 tot 793 in 1957. Meestal haalde ongeveer de helft van de tweehonderd deelnemers de medaille. De vaardigheidsproeven gingen ook tijdens de Tweede Wereldoorlog door waarbij opvalt dat in 1944 slechts 74 van de 457 deelnemers voor de vaardigheidstoets slaagden.